# Lioudinovo
Lioudinovo (en russe : Людиново) est une ville de l'oblast de Kalouga, en Russie, et le centre administratif du raïon de Lioudinovo. Sa population s'élevait à 39 819 habitants en 2013.

## Géographie
Lioudinovo est située au bord du lac Lompad, formé par un barrage sur la rivière Nepolot, à 68 km au nord de Briansk, à 140 km au sud-ouest de Kalouga et à 293 km au sud-ouest de Moscou.

## Histoire
Le village de Lioudinovo est mentionné pour la première fois en 1626. Plus tard, il devient un centre industriel et obtient le statut de commune urbaine en 1925, puis celui de ville en 1938.

## Population
La situation démographique de Lioudinovo s'est détériorée au cours des années 1990. En 2001, son taux de natalité était de seulement 8,3 pour mille, son taux de mortalité s'élevait à 20 pour mille et le solde naturel accusait un déficit de 11,7 pour mille.
Recensements (*) ou estimations de la population :
| 1897*  | 1926* | 1931   | 1939*  | 1959*  | 1970*  |
| ------ | ----- | ------ | ------ | ------ | ------ |
| 12 000 | 9 934 | 12 500 | 20 858 | 26 433 | 33 871 |

| 1979*  | 1989*  | 2002*  | 2010*  | 2012   | 2013   |
| ------ | ------ | ------ | ------ | ------ | ------ |
| 39 812 | 43 696 | 41 829 | 40 550 | 40 137 | 39 819 |